# Euboarhexius dybasi
Euboarhexius dybasi är en skalbaggsart som beskrevs av Christopher E. Carlton och Allen 1986. Euboarhexius dybasi ingår i släktet Euboarhexius och familjen kortvingar. Inga underarter finns listade i Catalogue of Life.